# お家に帰るまでがましまろです
『お家に帰るまでがましまろです』（おうちにかえるまでがましまろです）は、2017年7月28日にま〜まれぇどより発売の18禁恋愛アドベンチャーゲーム。
2022年に『DeepOne 虚無と夢幻のフラグメント』とのコラボイベントを開催。

## ストーリー
行き倒れの主人公は洋菓子店のオーナーである春日部花音に助けられ、住み込みで雇われ、賑やかな日々が始まる。

## 登場人物
宮原 亮 （みやはら りょう）
本作の主人公。実家を追い出されて公園で行き倒れになりかけていたところを花音に助けられ、『マシュマロツリー』 に住み込みで働き、再建に尽力する。
春日部 花音 （かすかべ かのん）
声 - 鈴谷まや
誕生日 - 7月20日
身長 - 160cm / B87（F）/ W56/ H88
ケーキ屋『マシュマロツリー』のオーナーで神扇学園の2年生で主人公を雇う。
朝霞 汐 （あさか うしお）
声 - 月野きいろ
誕生日 - 12月18日
身長 - 146cm / B69（A）/ W53/ H72
小柄で子供っぽい外見の『マシュマロツリー』のパティシエでもある神扇学園の 3年生。
皇鈴 紗々 （みすず ささ）
声 - 結衣菜
誕生日 - 5月28日
身長 - 155cm / B77（C）/ W55/ H80
『マシュマロツリー』によく通っている絵本作家で、神扇学園の1年生。
礼羽 ライコネン （らいは らいこねん）
声 - 瀬良木若菜
誕生日 - 3月29日
身長 - 167cm / B90（G）/ W57/ H85
人気洋菓子店 『スヴニール』のカリスマパティシエで神扇学園の2年生。
JC （ジェイシー）
声 - 花園めい
誕生日 - 8月3日
身長 - 165cm
『マシュマロツリー』では接客とレジ担当の大学2年生。本名は不明。仕事は堅実にこなす。
所沢 まりん （ところざわ まりん）
声 - 君鳥ふう
誕生日 - 6月21日
身長 - 155cm
『マシュマロツリー』の隣にある洋食屋の店主。
狭山 寛三郎 （さやま かんざぶろう）
声 - 増岡太郎
誕生日 - 1月28日
身長 - 170cm
義理と人情に厚い近所の電気店の店主。
川越 太一 （かわごえ たいち）
声 - 明羽杏子
誕生日 - 11月7日
身長 - 143cm
しずかの兄で近所に住む小学生。
川越 しずか （かわごえ しずか）
声 - 一ノ宮葵
誕生日 - 2月5日
身長 - 125cm
太一の妹である小学生。物静かでおとなしい。

## 制作

### キャスティング
ヒロインの一人である紗々は元々物静かな見た目とネガティブになった際の落差が大きいキャラクターだったものの、収録を重ねるにつれて当初の予定よりも落差が激しくなったと、ディレクターの武内よしみは「げっちゅブログ」に寄せたコメントの中で明らかにしており、収録初日は演者の結衣菜がキャラクターをつかむのに苦労していたと振り返っている。それでも、結衣菜の演技によって紗々がかわいらしいキャラクターであり、ネガティブになったときの彼女の口癖である「●●でごめんなさーい！」がうざくならないぎりぎりのバランスで演じていたと竹内は述べている。

## スタッフ
- キャラクターデザイン・原画 - さそりがため、芦俊、ちこたむ
- SD原画 - ここのか
- シナリオ -  吉川芳佳、他
- 音楽 - solfa